# 삼척교육문화관
삼척교육문화관은 대한민국 강원특별자치도 삼척시 소재의 도서관이다.

## 연혁
- 1974. 12. 10 삼척군 공공도서관 개관
- 1987. 07. 01 삼척군 중앙도서관으로 명칭변경
- 1991. 03. 25 삼척도서관으로 명칭변경
- 1995. 11. 23 강원도교육청 직속기관으로 승격
- 1999. 09. 21 한국문화학교 지정(문화관광부)
- 2001. 06. 16 삼척평생교육정보관으로 명칭 변경
- 2002. 02. 20 디지털자료실 개설(82평)
- 2002. 06. 20 장애우열람실 개설(8평)
- 2006. 03. 31 한국도서관상 수상(한국도서관협회)
- 2008. 10. 08 2008년도 전국도서관운영평가 “문화체육관광부장관상” 수상
- 2010. 09. 29 2010년도 전국도서관운영평가 “문화체육관광부장관상” 수상
- 2013. 03. 01 삼척교육문화관으로 명칭 변경
- 2013. 07. 01 제12대 최인자 관장 취임

## 이용 안내
이용 시간
| 구분      | 종합자료실    | 어린이자료실, 모자열람실, 디지털자료실 | 학생열람실 , 성인열람실 |
| --------- | ------------- | -------------------------------------- | ----------------------- |
| 평일      | 09:00 ~ 22:00 | 09:00 ~ 18:00                          | 07:00 ~ 23:00           |
| 토,일요일 | 09:00 ~ 18:00 | 09:00 ~ 18:00                          | 07:00 ~ 23:00           |

휴관일
- 정기휴관일: 매주 월요일 및 관공서공휴일
- 임시휴관일: 특별한 사유발생시 관장이 지정한 날